# Olst-Wijhe
Olst-Wijhe é um município dos Países Baixos, situado na província de Overissel. Tem 118,37 km² de área e sua população em 2020 foi estimada em 18.300 habitantes.